# Liste der Kulturdenkmale in Wohltorf
In der Liste der Kulturdenkmale in Wohltorf  sind alle Kulturdenkmale der schleswig-holsteinischen Gemeinde Wohltorf (Kreis Herzogtum Lauenburg) aufgelistet (Stand: 10. März 2025).

## Legende
In den Spalten befinden sich folgende Informationen:
- Objekt-ID: die Nummer des Kulturdenkmales
- Lage: die Adresse des Kulturdenkmales und die geographischen Koordinaten. Kartenansicht, um Koordinaten zu setzen. In der Kartenansicht sind Kulturdenkmale ohne Koordinaten mit einem roten Marker dargestellt und können in der Karte gesetzt werden. Kulturdenkmale ohne Bild sind mit einem blauen Marker gekennzeichnet, Kulturdenkmale mit Bild mit einem grünen Marker.
- Offizielle Bezeichnung: Bezeichnung des Kulturdenkmales
- Beschreibung: die Beschreibung des Kulturdenkmales
- Bild: ein Bild des Kulturdenkmales

## Bauliche Anlagen
| Objekt-ID      | Lage                                           | Offizielle Bezeichnung   | Beschreibung | Bild |
| -------------- | ---------------------------------------------- | ------------------------ | --- | ---- |
| 30901          | Alte Allee 1 (53° 30′ 56″ N, 10° 17′ 33″ O)    | Hof Thies (Gemeindehaus) | Hof Thies; 1867; eingeschossiges Wohn- und Wirtschaftsgebäude in Ecklage, Backsteinbau mit Kniestock und vorkragendem Satteldach, zeittypische Gliederungselemente, Hofgebäude, Baumreihe - Begründung: geschichtlich, Kulturlandschaft prägend - Schutzumfang: Hof Thies (Gemeindehaus), Nebengebäude, Baumreihe - Denkmaltyp: Bauliche Anlage                                                                            | BW   |
| 10847          | Alter Knick 3 (53° 31′ 11″ N, 10° 17′ 3″ O)    | Villa „Sünnhus“          | Villa „Sünnhus“; Anfang 20. Jh.; zweigeschossiger, backsteinsichtiger Mauerwerksbau auf L-förmigen Grundriss unter hohem Walmdach, repräsentative Gestaltung im Heimatschutzstil - Begründung: geschichtlich, städtebaulich - Schutzumfang: gesamtes Objekt - Denkmaltyp: Bauliche Anlage | BW   |
| 1390 Wikidata  | Alter Knick 11 (53° 31′ 17″ N, 10° 17′ 2″ O)   | Landhaus Russ            | Alteintragung (Aktualisierung vorgesehen) - Begründung: Alteintragung (Aktualisierung vorgesehen) - Schutzumfang: Alteintragung (Aktualisierung vorgesehen) - Denkmaltyp: Bauliche Anlage | BW   |
| 22657 Wikidata | Alter Knick 11 (53° 31′ 16″ N, 10° 17′ 1″ O)   | Gartenpavillon           | Alteintragung (Aktualisierung vorgesehen) - Begründung: Alteintragung (Aktualisierung vorgesehen) - Schutzumfang: Alteintragung (Aktualisierung vorgesehen) - Denkmaltyp: Bauliche Anlage | BW   |
| 37550          | Eichenallee 3b (53° 31′ 12″ N, 10° 16′ 48″ O)  | Wohnhaus                 | Wohnhaus; Anfang 20. Jh.; eingeschossiger Putzbau unter Satteldach, von der Formensprache des Heimatschutzstils geprägte Gestaltung, an der Südfassade expressionistisch anmutender Treppengiebel - Begründung: geschichtlich, städtebaulich - Schutzumfang: gesamtes Objekt - Denkmaltyp: Bauliche Anlage | BW   |
| 50371          | Vor den Hegen 20 (53° 31′ 8″ N, 10° 18′ 42″ O) | ehem. Duhn'sche Villa    | ehem. Duhn'sche Villa; 1914, Architekt Walther Baedeker; repräsentativer zweigeschossiger Backsteinbau in expressionistischen Formen, u-förmiger Grundriss, hoher Sockel, steiles Walmdach; rückwärtig Krypta von Klaus Dockendorf (1990); seitliche Garage - Begründung: geschichtlich, künstlerisch, städtebaulich, Kulturlandschaft prägend - Schutzumfang: ehem. Duhn'sche Villa, Garage - Denkmaltyp: Bauliche Anlage | BW   |

## Quelle
- Liste der Kulturdenkmale in Schleswig-Holstein – Herzogtum Lauenburg (PDF)

- Karte mit allen Koordinaten:
- OSM |
- WikiMap